# Pissonotus crawfordi
Pissonotus crawfordi är en insektsart som beskrevs av Metcalf 1923. Pissonotus crawfordi ingår i släktet Pissonotus och familjen sporrstritar. Inga underarter finns listade i Catalogue of Life.